# Jasmin
Jasmin je moško in žensko osebno ime.

## Izvor imena
Ime Jasmin izhaja iz naziva jasmín, to je  »tropskega ali subtropskega grma iz družine oljčnic z dehtečimi belimi ali rumenimi cveti«.  V slovenščini ima strokovno ime skobótovec. Rastlinsko ime jasmín je mednarodni izraz in prek latinskega jasminum izhaja iz perzijskega jāsëmīn.

## Različice imena
- moška različica imena: Jasminko
- ženske različice imena: Jasmin, Jasmina, Jasminka

## Pogostost imena
Po podatkih Statističnega urada Republike Slovenije je bilo na dan 31. decembra 2007 v Sloveniji število moških oseb z imenom Jasmin: 981. Med vsemi moškimi imeni pa je ime Jasmin po pogostosti uporabe uvrščeno na 166. mesto.

## Osebni praznik
Ime Jasmin je v koledarju uvrščeno k imenu Flora, ki goduje 24. novembra (Flora [Cvetka], devica in mučenka, † 24. niv. 851).